# Nick Jr. (Espanha)
Nick Jr. é um canal de televisão privado espanhol, de pagamento, produzido por MTV Networks que começou a emitir o 1 de julho de 2010. Sua programação centra-se na emissão de desenhos animados focados a um público infantil com idades compreendidas entre 3 anos e os 6 anos de idade.

## Veja-se também
- MTV Networks